# 藤澤量正
藤澤量正（藤沢量正、ふじさわ　りょうしょう、1923年-2012年7月3日）は、浄土真宗の僧、仏教学者。
滋賀県生まれ。龍谷大学文学部卒業。鉄道道友会講師、伝道院研修部長、中央仏教学院講師、滋賀県浄光寺住職。本願寺派布教使。

## 著書
- 『伝道』中央仏教学院通信教育部 1978
- 『蓮如上人御一代記聞書講話』永田文昌堂 1979
- 『帰三宝偈のこころ』永田文昌堂 1982
- 『佛の眼 私のテレフォン法話』探究社 1983
- 『人生の詩』本願寺出版社 1997
- 『蓮如上人御一代記聞書』本願寺出版社 聖典セミナー 1998
- 『孤独が癒されるとき』本願寺出版社 2002
- 『ことば 仏教語のこころ』本願寺出版社 2007
- 『ほくほく生きる 九十歳の法話』本願寺出版社 2013

### 共著
- 『響きあういのち 月々のことば』共著 本願寺出版社 法語カレンダー 平成10年 1997
- 『彼岸の風景』辻本敬順,小西輝夫共著 本願寺出版社 2000